# La Rouge
La Rouge ist eine Ortschaft und eine Commune déléguée in der französischen Gemeinde Val-au-Perche mit 626 Einwohnern (Stand: 1. Januar 2022) im Département Orne in der Region Normandie.

## Lage
Der Ort La Rouge liegt im äußersten Süden der Normandie, vollständig umgeben vom Regionalen Naturpark Perche am kleinen Huisne-Nebenfluss Rougette in einer Höhe von ca. 100 m. Nächstgrößerer Ort ist das knapp 10 km nordöstlich gelegene Nogent-le-Rotrou. Das Klima ist in hohem Maße vom Meer beeinflusst und deshalb nahezu frostfrei; Regen (ca. 660 mm/Jahr) fällt verteilt übers ganze Jahr.

## Bevölkerungsentwicklung
| Jahr                       | 1962 | 1968 | 1975 | 1982 | 1990 | 1999 | 2011 | 2020 |
| -------------------------- | ---- | ---- | ---- | ---- | ---- | ---- | ---- | ---- |
| Einwohner                  | 510  | 470  | 648  | 759  | 751  | 663  | 680  | 642  |
| Quellen: Cassini und INSEE |      |      |      |      |      |      |      |      |

Trotz der Schließung bäuerlicher Kleinbetriebe und der Mechanisierung der Landwirtschaft ist die Einwohnerzahl der Gemeinde bemerkenswert stabil geblieben.

## Wirtschaft
In früheren Jahrhunderten lebte die Bevölkerung weitgehend als Selbstversorger von der Feld- und Weidewirtschaft; Gemüse und Kleinvieh wurden in den hauseigenen Gärten und Ställen gezüchtet. Heute werden hauptsächlich Weizen (blé), Roggen (seigle), Gerste (orge) und Buchweizen (sarrasin) angebaut.

## Geschichte
Während des Hundertjährigen Krieges (1337–1453) wurden wahrscheinlich sowohl der Ort als auch die Kirche beschädigt.
Mit Wirkung vom 1. Januar 2016 wurden die bisherigen Gemeinden Gémages, L’Hermitière, Mâle, La Rouge, Saint-Agnan-sur-Erre und Le Theil zu einer Commune nouvelle mit dem Namen Val-au-Perche zusammengeschlossen und verfügen in der neuen Gemeinde über den Status einer Commune déléguée. Der Verwaltungssitz befindet sich im Ort Le Theil.

## Sehenswürdigkeiten
- Die ursprünglich aus dem 12./13. Jahrhundert stammende Kirche Saint-Rémi ist dem hl. Remigius von Reims, einem Bischof des 5./6. Jahrhunderts, geweiht. Die Kirche wurde jedoch im 15./16. Jahrhundert bis auf das Portal erneuert. Zahlreiche spätmittelalterliche und frühneuzeitliche Ausstattungsgegenstände sind unter Schutz gestellt worden.[4]
- Das Landgut Manoir de la Gauberdière stammt aus der Zeit um 1500; wichtigster Bauteil ist der Wohntrakt (corps de logis) mit seinem auf achteckigem Grundriss erbauten Treppenturm. Der Bautenkomplex mitsamt seiner Kapelle wurde im Jahr 1995 als Monument historique unter Schutz gestellt.[5]
- Das aus der Mitte des 18. Jahrhunderts stammende Château de Lorière hat einen spätmittelalterlichen Vorgängerbau ersetzt. Es wurde im Jahr 1990 als Monument historique anerkannt.[6]

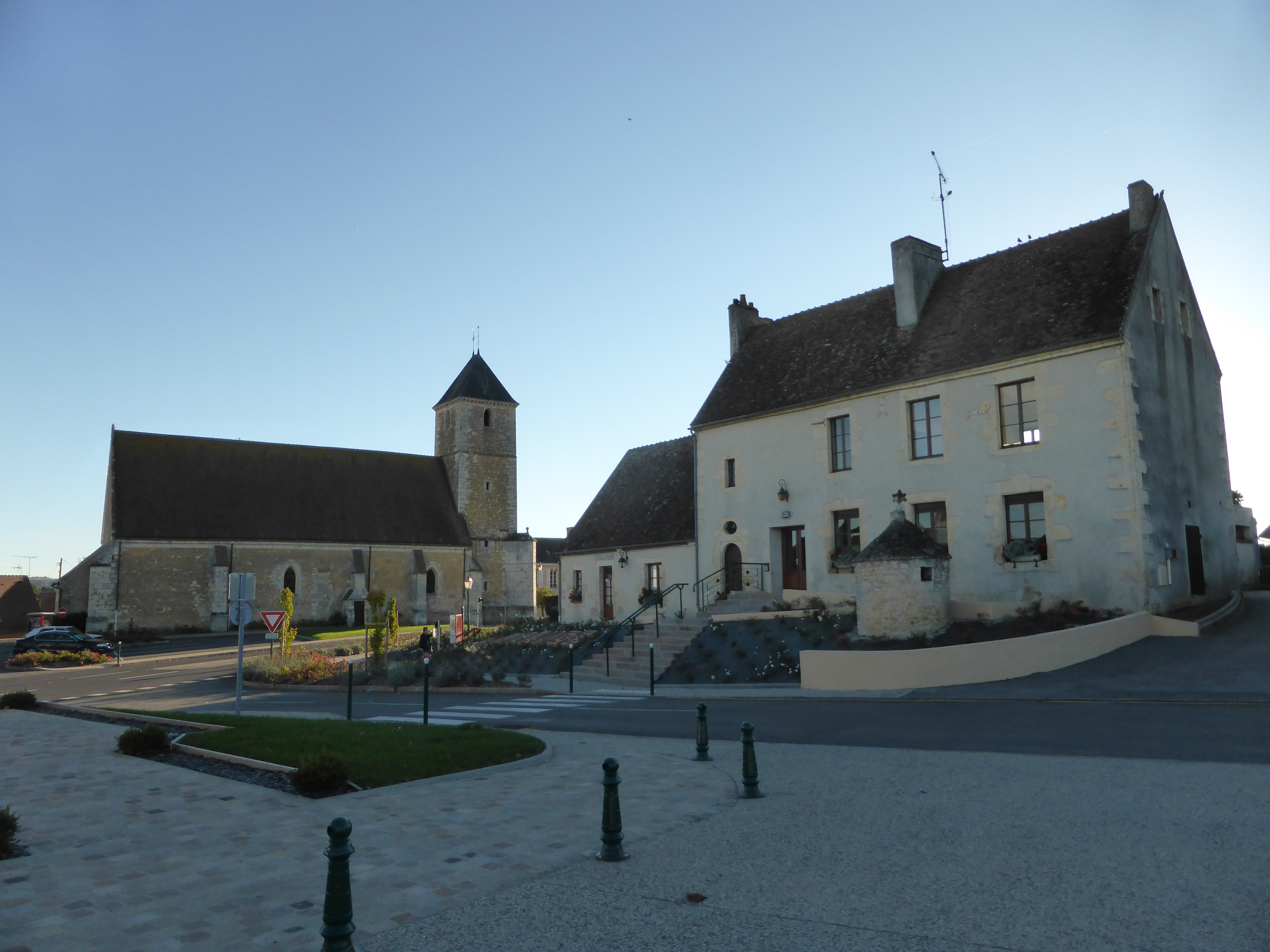
Kirche Saint-Rémi
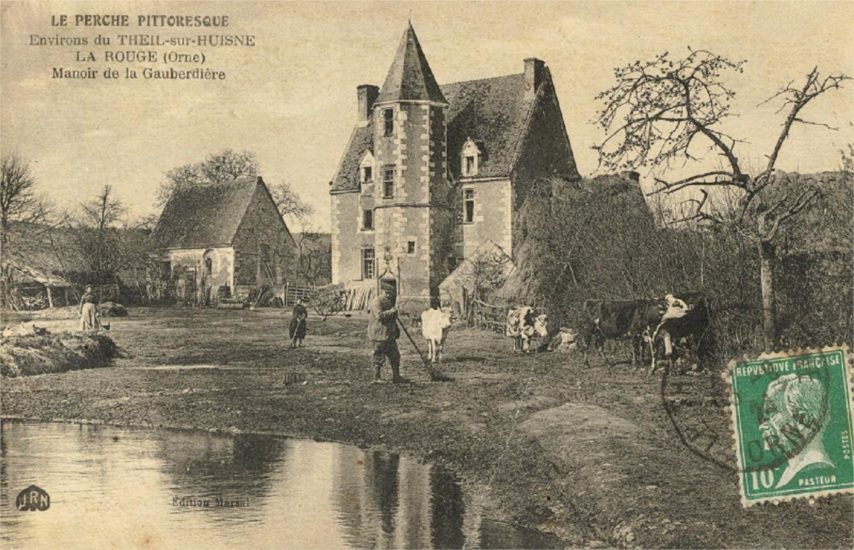
Alte Postkarte des Manoir de la Gauberdière
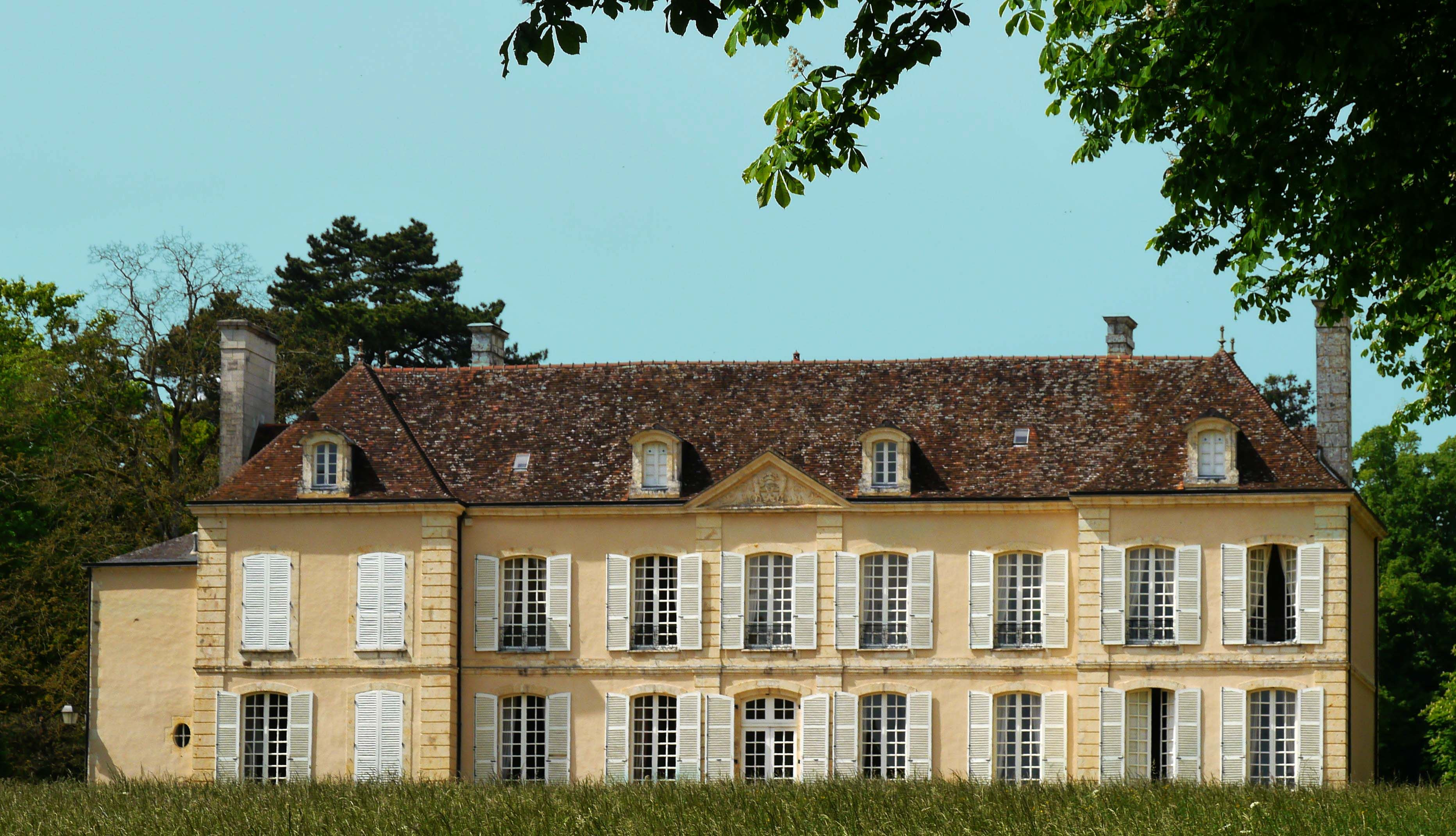
Château de Lorière